# Auersbach
Auersbach est une ancienne commune autrichienne du district de Südoststeiermark en Styrie. Elle a été rattachée à la ville de Feldbach le 1er janvier 2015.